# Mohammad Yamin
Mohammad Yamin (n. 24 august 1903, Sawahlunto⁠(d), Sumatera Barat⁠(d), Indonezia – d. 17 octombrie 1962, Jakarta, Indonezia) a fost un scriitor și politician indonezian.
A jucat un rol important în elaborarea constituției din 1945, fiind considerat un erou național. 
Ca ministru, a deținut diverse portofolii: Justiție, Educație, Tehnologia informației.

## Scrieri
- 1921: Bahasa, bangsa ("Limbaj, națiune");
- 1922: Tanah air ("Patria"), volum de sonete;
- 1923: Bandi mataram ("Salut, pământ al patriei!");
- 1929: Indonesia tumpah darakhu ("Indonezia, țara în care m-am născut");
- 1934: Ken Arok, roman istoric;
- 1948: Gadjah Mada, roman istoric.